# المتحدة للرياضة
المتحدة للرياضة هي شركة مصرية تعمل في مجال تسويق الحقوق الرياضية وهي وكالة متخصصة في تسويق الحقوق الرياضة على المستوى المحلى والعالمي.

## التأسيس

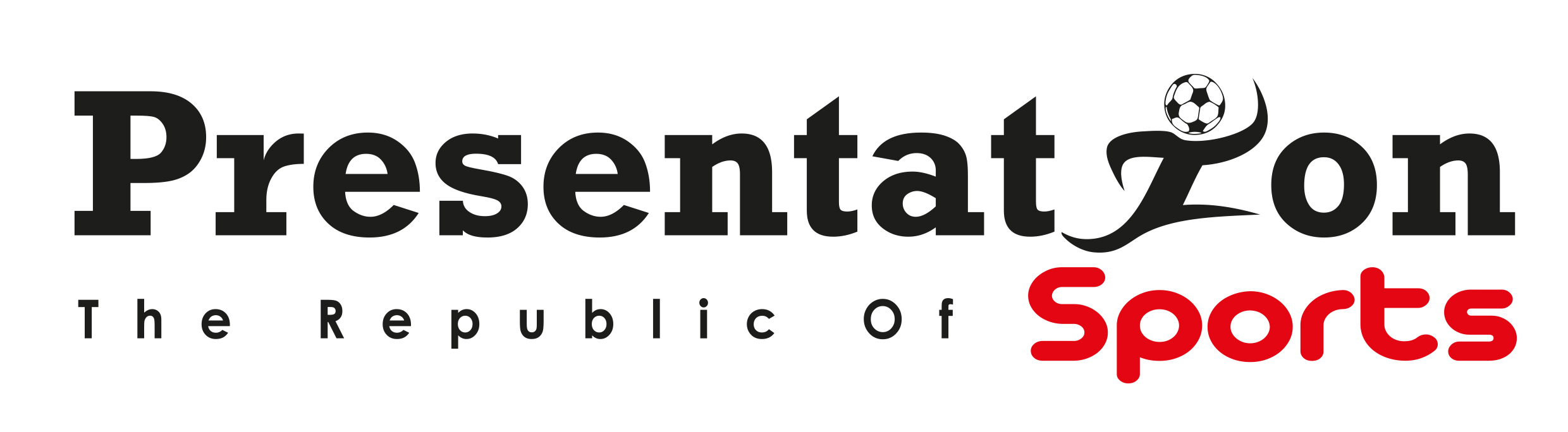

برزنتشن سبورت هي وكالة تابعة ومملوكة بالكامل ل pmkg وقد تم تأسيسها في 2009 كذراع للمبيعات والتسويق في المجال الرياضي

## مجال العمل
هي وكالة تسويق الحقوق الرياضية وهي تشمل رعاية قمصان الأندية ولوحات الإعلان والتسويق في الملعب وتنظيم الاحداث الرياضية ويشمل تسويق حقوق البث التليفزيونية والحقوق الرقمية.
حالياً المتحدة للرياضة هي الوكيل الرسمي لمباريات كأس مصر لكرة القدم والوكيل الحصرى لعدد كبير من الأندية المصرية (مثل النادي الأكثر شعبيه في مصر والوطن العربي وافريقيا وتاني أكثر نادي تتويجا بالبطولات القارية في العالم وهو النادي الاهلي المصري) وكذلك (أكثر من 14 نادى أشهرهم نادي الزمالك – نادي الإسماعيلي الرياضي – نادي المصري  – الاتحاد السكندري ......)
وهي حاصلة على حقوق البث التليفزيونى الدوري المصري الممتاز خلال الموسم 2015-2016 .
هي أيضا صاحبة الحقوق التجارية لـ كأس مصر لكرة القدم والحقوق التجارية للمنتخبات الوطنية التابعة الاتحاد المصري لكرة القدم .
وكما هي الوكيل الحصرى لقناه النيل سبورت.

## برزنتشن سبورت ميديا

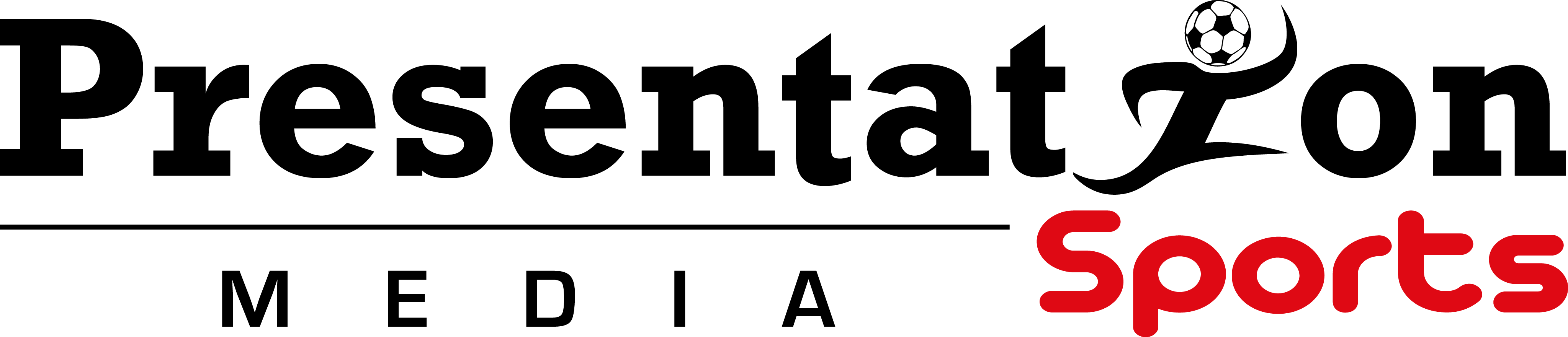

هي جزء من وكالة برزنتشن سبورت وهي خاصة بالحقوق الإعلانية لقناه النيل سبورت.

## أبرز الاحداث الرياضية التي قامت الشركة بتنظيمها والاشتراك بها
- بطولة كأس العالم تحت 20 سنة لكرة القدم 2009 التي أقيمت بمصر.
- بطولة أمم أفريقيا للمحليين 2011 التي أقيمت بالسودان.
- بطولةكأس الاتحاد الكونفدرالي الأفريقي لكرة القدم التي أقيمت بالسودان 2012.
- مباريات للأهلى والزمالك في دور ال64 ودور ال 32 ودور ال 16 للبطولات الأفريقية من عام 2011 إلى عام 2016.
- بطولة دوري أبطال أفريقيا التي أقيمت بمصر 2013-2014-2015 .
- بطولة كأس الاتحاد الكونفدرالي الأفريقي لكرة القدم التي أقيمت بمصر 2014-2015 .
- بطولة الدوري المصري الممتاز الحقوق التجارية موسم 2014-2015 و2015-2016 .
- بطولة كأس مصر لكرة القدم الحقوق التجارية موسم 2014-2015-2016 .
- بطولة الدوري المصري الممتاز البث التليفزيونى موسم 2014-2015 و2015-2016.
- بطولة كأس مصر لكرة القدم البث التليفزيونى موسم 2014-2015.
- بطولة كأس السوبر المصري التي أقيمت 2014 .
- بطولة كأس السوبر المصري التي أقيمت بالإمارات 2015 .
- المؤتمرات الصحفية لمعظم الأندية المصرية 2014-2015-2016 .
- بطولة كأس الاتحاد الكونفدرالي الأفريقي لكرة القدم التي أقيمت بإثيوبيا 2013 .
- بطولة كأس السوبر الأفريقي 2013 التي أقيمت بمصر.
- تنظيم والاحتفال بمئوية الاتحاد السكندري 2014 .
- تنظيم المؤتمرات الصحفية الخاصة بالاتحاد المصري لكرة القدم من 2014 إلى 2016 .
- المؤتمرات الصحفية الخاصة بجمعية النقاد الصحفيين والراعي الرسمي لهم.
- مباريات منتخب مصر لكرة القدم في تصفيات كأس الأمم الأفريقية لكرة القدم 2015 و2017 .
- مباريات منتخب مصر لكرة القدم في تصفيات كأس العالم لكرة القدم 2014 و2018 .
- مباريات منتخبات مصر لمختلف الأعمار السنية والنسائية والأوليمبي والشاطئية وكره الصالات ومن عام 2014 إلى 2016 .
- الاجتماعات الجمعية العمومية العادية والغير عادية الاتحاد المصري لكرة القدم من 2014 إلى 2016.
- راعية مجلة الفريق وجريده المقال2015إلى2016 .[5][6]
- راعى برنامج أحلى صباح مع شوبير.
- تنظيم مؤتمر ترحيب الاتحاد الأفريقي لكرة القدم والاتحاد المصري لكرة القدم بمرشحين لرئاسة الاتحاد الدولي لكرة القدم(الفيفا ) 2015 .
- الوكيل الحصرى لقناه النيل سبورت2014 إلى 2016.[4]
- بطولة بطولة أفريقيا لكرة اليد للرجال 2016 رقم 22 الحقوق التجارية التي أقيمت في مصر.
- تنظيم حفل توقيع موسوعة الكابتن أحمد ناجى مدرب حراس مرمى المنتخب في تدريب حراس المرمى2016 .
- ماراثون الشيخ زايد الخيري لعام 2017
- بطولة خليجي 23

## الحقوق التسويقية الحاصلة عليها المتحدة للرياضة
- راعى لأتحاد الكره المصري ولجميع بطولاته.[7]
- راعى لجمعية النقاد الرياضيين.
- راعى لمجلة الفريق.[5]
- راعى لجريده المقال.[6]
- الوكيل الحصرى لقناه النيل سبورت.[4]
- راعى لمعظم الأندية المصرية حقوق الرعايا وحقوق البث الفضائي.
- راعى كأس مصر لكرة القدم .
- راعى كأس السوبر المصري .

## تطوير الإعلام الرياضي
- أون سبورت
- أون سبورت إف إم
- كورة بلس[8]